# .nfo
.nfo är en filändelse som främst används till informationsfiler som inkluderas vid spridning av material inom warez-scenen och demoscenen. Oftast innehåller dessa filer uppgifter om vilken grupp som ligger bakom releasen samt eventuell innehållsspecifik information. Det är vanligt att dessa filer är rikligt utsmyckade med ASCII-konst.